# Olympicène
L'olympicène ou 6H-benzo[cd]pyrène est une molécule organique de formule chimique C19H12 dont la structure rappelle les anneaux olympiques.